# Psammophyt
Als Psammophyten (aus griech.: ψάμμος psammos ‚Sand‘ und phytos ‚Pflanze‘) bzw. Sandpflanzen bezeichnet man einen Organisationstyp von Pflanzen, der auf Sand, wie z. B. in Sandwüsten oder auf Dünen, wächst und dort durch seine Wurzeln und sich verzweigenden Sprossen den Untergrund verfestigt. Beispiele dafür sind Strandhafer, Strandmiere, Sandsegge.
Der sowjetische Botaniker Leonid Wassiljewitsch Kudrjaschow (1910–1976) führt in der Großen Sowjet-Enzyklopädie (3. A.) folgende Beispiele an: Haloxylon persicum, Calligonum, Ammondendron, Eremosparton, Smirnowia, Aristida, Carex arenaria, Elymus giganteus.